# STS-121
STS-121は、スペースシャトルディスカバリー号による、国際宇宙ステーションとの往復ミッションであり、コロンビア号事故後のSTS-114に続く飛行再開ミッションである。

## 搭乗員
括弧内の数字は今回のフライトが何回目の飛行かをあらわす。
- スティーヴン・W・リンジー (4)、船長
- マーク・E・ケリー (2)、操縦手
- マイケル・E・フォッサム (1)、ミッション・スペシャリスト(MS)
- ピアーズ・セラーズ (2)、MS
- リサ・ノワック (1)、MS
- ステファニー・ウィルソン (1)、MS
- トーマス・ライター (2)、ISSフライトエンジニア、第13次長期滞在クルー

### クルーについて
トーマス・ライターのISS滞在クルーのポジションは、打ち上げが7月に延期される前はロシアのセルゲイ・A・ヴォルコフによって埋められる予定だった。
イギリス出身の飛行士ピアーズ・セラーズは本来STS-121での搭乗が予定されていたカルロス・I・ノリエガの代替である。変更の理由は健康上の問題である。
ISSの滞在要員はコロンビア号の喪失とシャトルの飛行延期のため2人だったが、今回のミッションでライターが加わったことで3人に戻った。

## ミッションの背景

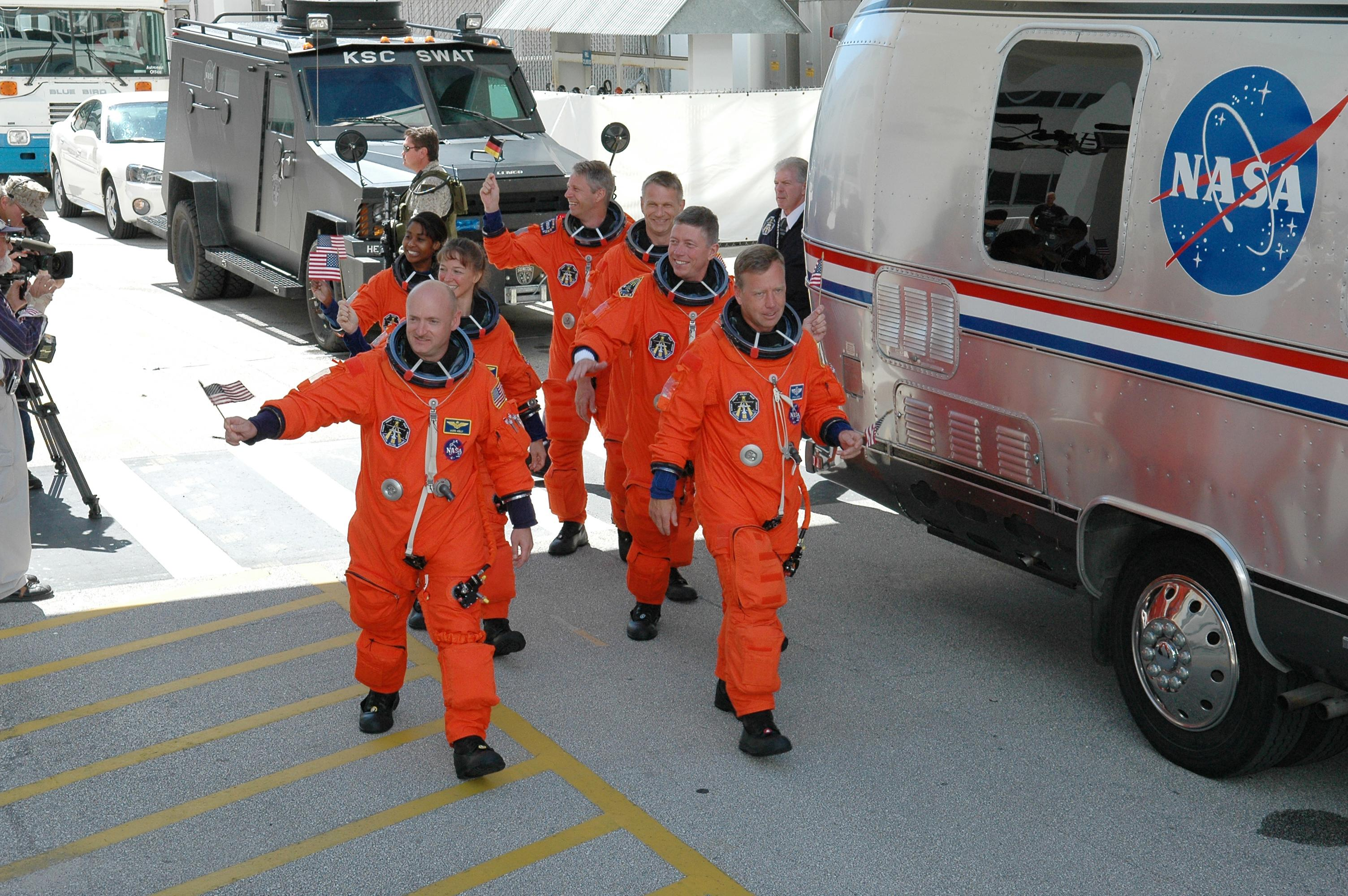
搭乗員

ISSへ向かうミッションの間、クルーはスペースシャトルの安全性を増加させるよう設計された熱防護システムの点検と修理に関する装置と手順の試験を継続した。また将来ISSを拡張するための多くの補給品と貨物を届けた。
コロンビア号事故後、NASAは2回の試験飛行が必要とし、コロンビア後の安全試験を追加するため、本来STS-114に割り当てられていた活動を2つに分割することを決定していた。
事故前は、STS-118とSTS-121はコロンビア号のミッションとして割り当てられていた。
ISSへの飛行ミッションであるSTS-118は、事故後ディスカバリー号に割り当てられたが、のちにエンデバー号に割り当てなおされた。
STS-121というミッション名は、もともとハッブル宇宙望遠鏡を修理するためのコロンビア号のミッションに割り振られていた。しかし、修理ミッションは事故の前に別の番号が割り振られ、STS-121という名前は再び未使用になった。
STS-115からSTS-120までは別のミッションのために使用されており、STS-114を分割する必要が出たときに未使用だった名前のうちもっとも番号の若いものがSTS-121だったため、STS-114に次ぐミッションがSTS-121となった。

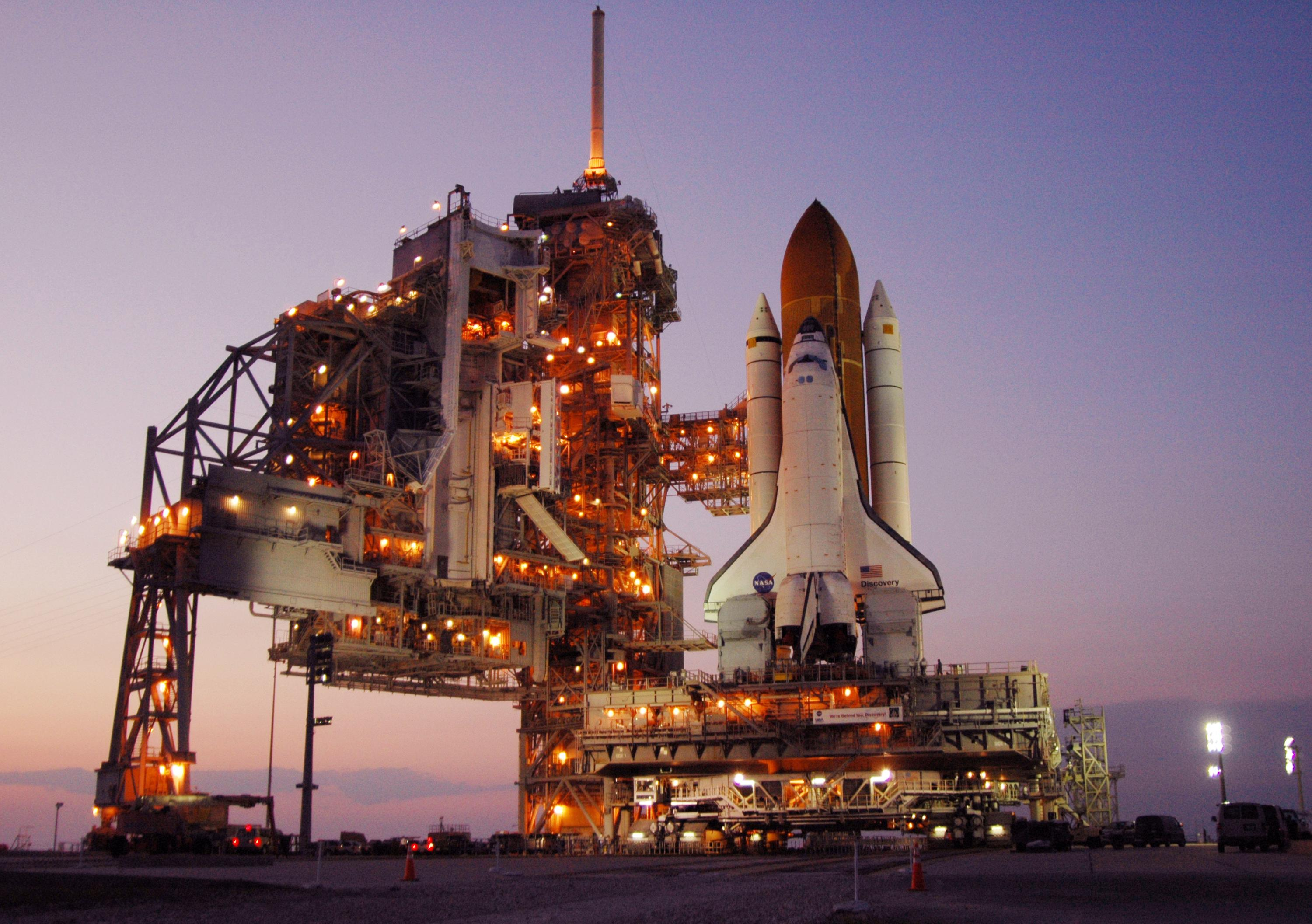
打ち上げに向けて発射台に到着したディスカバリー号

STS-121は本来、アトランティス号によるSTS-114のあとにディスカバリー号によって2005年9月に行われる予定であったが、アトランティス号の着陸装置に問題が見つかったため、ディスカバリー号が先にSTS-114として飛行するよう予定が変更された。
STS-114が完了してディスカバリー号がカリフォルニアに戻ったあと、再びスケジュールが変更された。
アトランティス号は、2006年8月に予定されたSTS-115で飛行することとなり、STS-121では元の予定通りディスカバリー号が飛行することになった。
打ち上げは液体水素枯渇センサー（ECOセンサー）に発生した問題と外部燃料タンクの断熱材剥離問題のため2006年7月まで延期された。
2006年5月12日、外部燃料タンクと固体ロケットブースターを取り付けるため、ディスカバリー号はオービタ整備施設からシャトル組立棟へ移動された。5月19日に、予定された打ち上げに先立って発射台39Bに移された。
2006年7月の打ち上げ可能時間帯は、7月1日から7月19日まで、1日につき10分間であった。

## ミッションの詳細

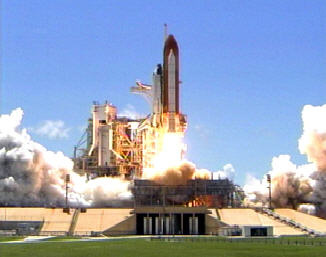
7月4日、ケネディ宇宙センターから発射され上昇するディスカバリー号

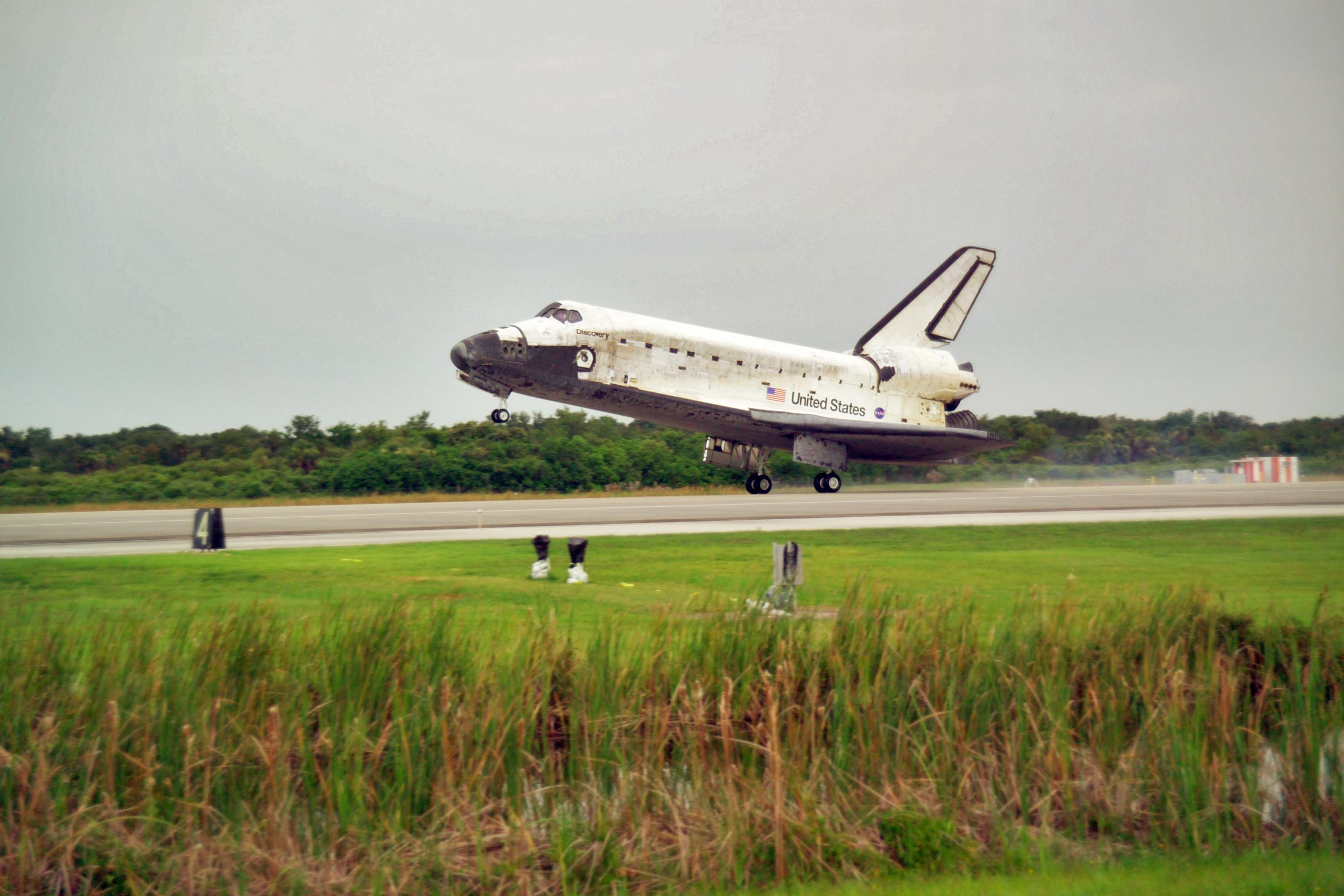
7月17日、無事帰還

ミッションの主な目的は、コロンビア号事故を受けて導入された新しい安全措置と修復技術の試験、そしてISSへの補給品と設備、ESAのドイツ人飛行士であるトーマス・ライターの輸送である。
悪天候による2回の延期のあと、2006年7月4日14:37:55 (EDT) に打ち上げ成功した。スペースシャトル打ち上げがアメリカ独立記念日に行われたのはこれが初めてである。
13日間のミッション期間の後、7月17日9:14:43 (EDT) にケネディ宇宙センターに帰還した。
STS-121は、別名ISS組み立てミッションULF1.1と呼ばれる。STS-114に続き、「コロンビア号事故対策委員会」のレポートに対してなされた勧告を実行すると言う意味で、今回のミッションは「Return To Flight（飛行再開）」ミッションであると見なされた。

## ミッション・パラメーター
- 質量:   121092 kg (to orbit)
- 近地点: 352.8 km
- 遠地点:  354.2 km
- 軌道傾斜角: 51.6°
- 周期:  91.6 分

## ハードウェア
- 外部タンク: ET-119
- 固体ロケットブースター: BI-126 & RSRM-93
- メインエンジン: s/n 2052, 2054, 2045
- 軌道変更エンジン: LP-01/35 RP-03/33

## ISSへ運ばれた装置
- 冷凍冷蔵庫
  - MELFI (Minus Eighty Degree Laboratory Freezer for ISS) という名前で知られるESAが開発したこの冷凍冷蔵庫は、異なる温度（-80℃、-26℃、+4℃）に設定できる4つの独立した引出しを持つ[2]。実験用の試料などがここに冷凍保存される。容量は300リットル[3]。
- EMCS (European Modular Cultivation System)
  - それぞれ4つの実験用カートリッジを設置できる2つの遠心分離機を搭載した培養器で、植物や細胞実験などに使われる。ヨーロッパとNASAのエイムズ研究センターに装置のコピーがあり、地上で同じ実験を行う。
- 米国の酸素発生システム（Oxygen Generation System: OGS）
  - この装置は将来、ISSの滞在要員が6人になったときに使えるよう設計されたもので、水を電気分解して酸素を精製する。ロシアのモジュールズヴェズダの酸素発生装置エレクトロンを補う装置となる。
- 新しいサイクリングマシン
  - デンマーク製の装置で、ISSクルーのエクササイズに使われる。CEVIS (Cycle Ergometer with Vibration Isolation System)[4]
- エアコン

その他、ISSとシャトルのプリンタが交換された。

## 関連マルチメディア
- STS-121打ち上げの映像(NASA-TV)（ファイル情報）